# Maror (gerecht)
Maror of bitterkruid is een gerecht uit de Joodse traditie. Het is het zogeheten "bittere kruid" dat wordt gegeten tijdens de seidermaaltijd aan het begin van Pesach. Het woord is afgeleid van het Hebreeuwse woord מר of מָרָה dat 'bitter' betekent. Het gebod om bitter kruid te eten, oorspronkelijk bij een geslacht lam, is gebaseerd op Exodus 12:8 en Numeri 9:11 uit de Hebreeuwse Bijbel. De traditie om een lam te offeren is echter verlaten na de verwoesting van de tempel. Sindsdien wordt het bittere kruid bij de seidermaaltijd gegeten.

## Symboliek
Volgens de Haggada, de traditionele tekst die wordt voorgelezen bij de seidermaaltijd en waarin de gebruikte symbolen worden verklaard, staat maror voor de bitterheid van de slavernij van de Israëlieten tijdens hun verblijf in het oude Egypte, zoals dit staat weergegeven in het boek Sjemot (Exodus) van de Thora. In een modernere uitleg staat maror ook voor andere vormen van onderdrukking die het joodse volk heeft meegemaakt of nog meemaakt.

## Gebruiken en samenstelling
Volgens de 15 stappen van de seidermaaltijd wordt maror op de 9e stap gegeten, waarbij er een bepaalde zegening wordt uitgesproken. De maror wordt tijdens de seidermaaltijd gedoopt in de zoete charoset en eerst apart, vervolgens samen met matse gegeten. Maror kan op twee plaatsen op de traditionele Seiderschotel geplaatst worden, te weten in het midden of aan de rand. Het is voorgeschreven hoeveel maror minimaal gegeten moet worden;  de grootte van een olijf. 
Er worden verschillende kruiden voor maror gebruikt, afhankelijk van de lokale productie. In de oudheid zullen kruiden of groenten gebruikt zijn die in het gebied van het huidige Israël beschikbaar waren. In de  eerste vastgelegde beschrijving van deze rituelen, de Misjna, waren dat sla, chichorei, mierik, het groen van paardenbloemen en mogelijk klaver.
Vaak wordt gemalen mierikswortel vermengd met azijn (dat eerder scherp smaakt dan bitter, zo scherp dat de tranen uit de ogen springen), soms ook vermengd met geraspte biet zodat het een rode kleur krijgt. Het gebruik van mierikswortel ontstond tijdens de Joodse diaspora in Oost-Europa en is opgenomen in de traditie van de Asjkenazische joden.
Ook worden wel bitter smakende soorten sla, cichorei, witlof, radijs, of bepaalde koolsoorten zoals Galicische kool gebruikt. Sla en koolsoorten worden gebruikt door Sefardische joden.
In Brazilië gebruikt men bijvoorbeeld wasabipoeder of het groen van mosterdplanten.

## Wetenswaardigheden
- De roman Het bittere kruid die Marga Minco schreef over haar ervaringen als Jodin in bezet Nederland, is naar dit gerecht genoemd.